# Partidul Comunist din Chile
Partidul Comunist din Chile (spaniolă Partido Comunista de Chile, PCCh) este un partid comunist din Chile. Partidul a fost fondat în 1912 sub denumirea de Partidul Socialist al Muncitorilor (spaniolă Partido Obrero Socialistași și-a adoptat numele actual în 1922. În 1932, partidul a înființat o organizație de tineret, Tineretul Comunist din Chile (spaniolă Juventudes Comunistas de Chile, JJ.CC).
Partidul a contestat alegerile parlamentare din anul 2005 (5.13 %), dar fără a câștiga vreun loc.